# Centro Penitenciário Lledoners
O Centro Penitenciário Lledoners (em catalão:  Centre Penitenciari Lledoners, em castelhano:  Centro Penitenciario Lledoners) é uma prisão situada no município espanhol de Sant Joan de Vilatorrada, na Catalunha. Fundada em 2008, faz parte das prisões da Generalidade da Catalunha. Foi construída para acolher setecentos e cinquenta reclusos adultos. Abriga mais de quatrocentas pessoas.